# Europäische Friedensrose Waldhausen

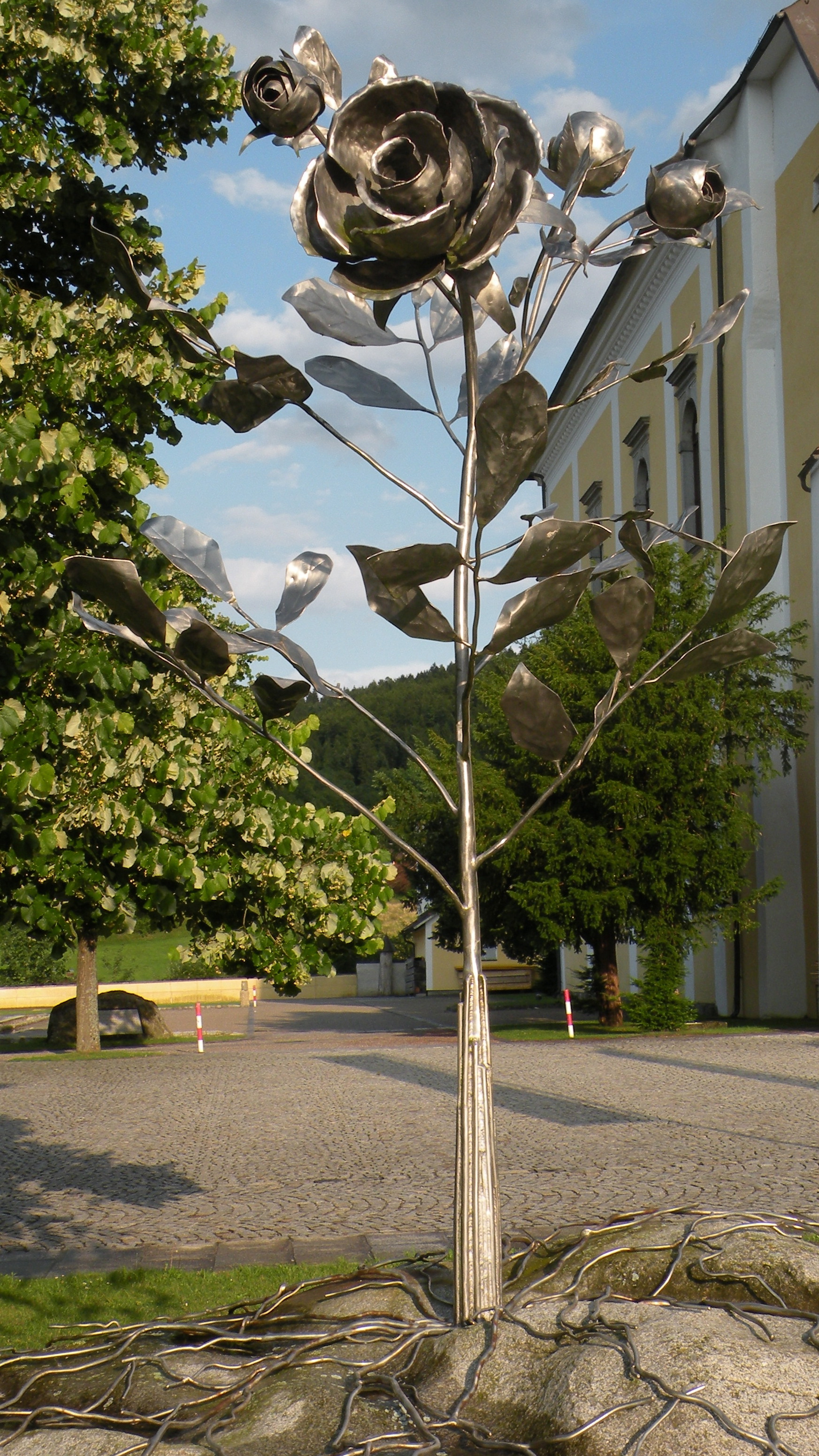
Friedensrose Waldhausen

Die Europäische Friedensrose Waldhausen ist eine vom Metallkünstler Pius Frank geschaffene, 2,7 Meter hohe Rose aus Chrom-Nickel-Stahl, die 2002 anlässlich der Oberösterreichischen Landesausstellung in und ab 2003 vor der Stiftskirche Waldhausen aufgestellt wurde.

## Europäischer Friedensrosenpreis
Miniaturausgaben der Stahlrose werden als Friedenspreis seither im Abstand von jeweils mehreren Jahren vom Kuratorium Waldhausen als ideeller Preis an Personen oder Gruppen verliehen, die sich insbesondere für Frieden, Gerechtigkeit und Bewahrung der Schöpfung einsetzen. Mit der Beurteilung der Einreichungen wird jeweils eine fünfköpfige Jury betraut.
Dem Kuratorium Waldhausen (Friedenskomitee Waldhausen im Strudengau) gehören bzw. gehörten folgende Personen an:
- Gino Cuturi, Oberösterreichische Nachrichten
- Pius Frank, Initiator, Metall- und Sakralkünstler, Nöchling
- Walter Feninger, Generalsekretär der Katholischen Aktion der Diözese Sankt Pölten, Gründer von SAM/Soma/St. Pölten und weiteren Sozialmärkten
- Benedikt Geusau, Rechtsanwalt, Perg (Vorsitzender)
- Friedrich Gleißner, seit 1984 Mitglied und später Direktor der Österreichischen Kommission Justitia et Pax, seit 2007 Träger der Auszeichnung Komtur-Ritter vom Orden des heiligen Papstes Silvester, Wien
- Silvia Naderer, Perg
- Niklas Salm-Reifferscheidt, Schlossherr, Schloss Steyregg
- Elisabeth Schierhofer, Justitia et Pax
- Isolde Schönstein, Umweltaktivistin, ARGE Schöpfungsverantwortung, Wien
- Anneliese Schirnhofer
- Elisabeth Umdasch, Umdasch, Amstetten
- Dechant Pfarrer Karl Michael Wögerer, Waldhausen im Strudengau,

2005 bis 2010 erfolgte die Ausschreibung des Friedenspreises in Zusammenarbeit mit der Institution Justitia et Pax Österreich der österreichischen Bischofskonferenz.
Weitere Friedenskomitees haben sich in Dimbach (gegründet am 21. September 2008), Nöchling (11. Jänner 2009), St. Oswald (17. April 2012) und Gottsdorf (20. April 2013) gebildet.
Tagungsorte der Jury waren: Palais Schwarzenberg in Wien (2005), Schloss Steyregg in Steyregg (2007), Bildungshaus St. Antonius in Grein (2010), Schloss Persenbeug in Persenbeug (2013).

## Friedensroseverleihung 15. Mai 2005

### Jury
- Barbara Coudenhove-Kalergi, Journalistin
- Josef Mayr, Bischofsvikar, Prälat, Linz
- Martin Schenk, Diakonie Österreich, Wien
- Carol Schwarzenberg, Wien
- Paul Weiland, Superintendent

### Preisträger
- Bauern helfen Bauern, Leiterin Doraja Eberle, Salzburg, betreut Projekte im ehemaligen Jugoslawien
- Eva Maria Hobiger, Ärztin, organisiert Hilfstransporte nach Bosnien, Projekt Aladins Wunderlampe für die Rettung krebskranker Kinder im Irak
- Otto Tausig, Burgschauspieler, Projekt Entwicklungshilfeklub
- Missionsrunde Waldhausen (Anerkennungspreis), unterstützt mit Spenden Aidskranke und Missionsstationen in verschiedenen Kontinenten

## Friedensroseverleihung 16. September 2007

### Jury
- Christine Haiden, Linz, Chefredakteurin von Welt der Frauen
- Josef Mayr (Priester), Bischofsvikar, Prälat
- Martin Schenk, Diakonie Österreich, Wien
- Georg Starhemberg, Schlossherr, Eferding
- Paul Weiland, Superintendent

### Preisträger
- Otto Hirsch, Malermeister aus Linz, Helfer im ehemaligen Jugoslawien und Projekt Solidarität gegen den Krieg, Afghanistan
- Ruth Steiner, fördert den Dialog zwischen Juden und Christen
- Werner Gerstl, Primar, Leiter der Abteilung Kinder- und Jugendpsychiatrie im Linzer Kinderspital, Projekt Spattstrasse

## Friedensroseverleihung 5. September 2010

### Jury
- Josef Mayr (Priester), Bischofsvikar, Prälat
- Paul Weiland, Superintendent
- Walter Feninger, Markersdorf
- Joseph Doblhoff (Haus am Sonntagberg)
- Leo Posch, St. Pölten

### Preisträger
- Elvira Pretrozzi, Gründerin der Gemeinschaft Cenacolo, Einrichtung für drogensüchtige junge Menschen mit hoher Heilrate, weltweit über 50 Häuser
- ARGE Schöpfungsverantwortung, Gründerin Isolde Schönstein, Wien, Täglicher Informations-, Beratungs, Behelfsdienst. Jugendbildung, Vortrags- und Lehrtätigkeit
- Patrick Kofi Kodom aus Ghana, Styler Missionar in Wien, Seelsorger für Schubhäftlinge, Flüchtlingshilfe, Beitrag zu interkultureller Verständigung
- Friedenshauptschule Seitenstetten/Biberbach (Anerkennungspreis), Friedenserziehung durch Leseprojekte, Friedensdenkmal, besondere Auseinandersetzung mit einem Opfer von Hiroshima und Kontakte mit deren Familienangehörigen aus Japan, weitere Projekte

## Friedensroseverleihung 1. September 2013

### Jury
- Isolde Schönstein, ARGE Schöpfungsverantwortung, Wien
- Paul Weiland, Superintendent der Evangelischen Kirche, St. Pölten
- Leo Posch, Ober-Grafendorf
- Josef Mayr, Prälat, Linz
- Walter Feninger

### Preisträger
- Pater Georg Sporschill für das Straßenkinderprojekt Concordia in Rumänien
- Karl Rottenschlager, Gründer der Emmaus-Gemeinschaft St. Pölten, ein Verein zur Integration sozial benachteiligter Personen
- Barbara Rauchwarter, Mödling, für ihr Engagement im konziliaren Prozess und in der Erwachsenenbildung
- Die Bevölkerung von St. Georgen am Walde für ihr vorbildliches Miteinander mit den Flüchtlingen im Flüchtlingshaus in Zusammenarbeit mit der Caritas (Anerkennungspreis)

## Friedensroseverleihung 4. September 2016

### Preisträger
- Pater Karl Wallner
- Pater Paul Maria Sigl
- Elisabeth Röther
- Passionsspielgemeinschaft Dorfstetten[1] (Anerkennungspreis)

## Friedensroseverleihung 1. September 2019

### Preisträger
- KISI - God’s singing kids, Musicalgruppe
- Weihbischof Athanasius Schneider
- Jugend für das Leben[2]